# Дреммлер, Вольфганг
Вольфганг Дреммлер (нем. Wolfgang Dremmler; род. 12 июля 1954, Зальцгиттер, Нижняя Саксония) — немецкий футболист и тренер.

## Карьера
Его молодёжная карьера длилась 12 лет. Профессиональную начал в 1973 году в «Айнтрахте» из города Брауншвейг. В нём Вольфганг провёл 6 лет, сыграв 138 матчей и забив 9 голов. По рекомендации Пауля Брайтнера в 1979 году перешёл в мюнхенскую «Баварию». Играл за Баварию вплоть до серьезной травмы колена в 1986 году. В общей сложности Дремллер в Бундеслиге сыграл в 310 матчах и забил 12 голов. В сборной ФРГ дебютировал 7 января 1981 года в матче против сборной Бразилии. Со сборной дошёл до финала чемпионата мира 1982 года, но там Западная Германия проиграла сборной Италии на стадионе Сантьяго Бернабеу (1-3). За ФРГ Вольфганг провёл 27 матчей и забил 3 гола.
В последнее время Дреммлер работал тренером юниорского состава Баварии, после того как протестировал свои навыки тренера в низших лигах.

## Достижения
- Чемпион Германии:  1979/1980, 1980/1981, 1984/1985, 1985/1986
- Обладатель Кубка Германии: 1981/82, 1983/84, 1985/86
- Финалист Кубка европейских чемпионов 1982